# Uranus Glacier
Uranus Glacier är en glaciär i Antarktis. Den ligger i Västantarktis. Argentina, Chile och Storbritannien gör anspråk på området. Uranus Glacier ligger 585 meter över havet.
Terrängen runt Uranus Glacier är kuperad åt nordost, men åt sydväst är den platt. Terrängen runt Uranus Glacier sluttar österut. Trakten är obefolkad. Det finns inga samhällen i närheten. 